# 18-й стрелковый корпус
18-й стрелковый корпус (18-й ск) — воинское соединение Вооружённых Сил СССР.

## 1-е формирование

### История
1924 год
Корпус сформирован 1 июля по приказу командующего войсками 5-й Краснознамённой армии № 691/432. Управление корпуса начало формироваться в г. Чите (июль 1924).
В июле управление корпуса перемещено в г. Иркутск.
1929 год
Управление корпуса в г. Иркутск.
Управление корпуса перемещено снова в г. Читу.
Корпус входил в состав Сибирского военного округа.
10 июля китайские белобандиты совершили налёт по всей линии Китайско-Восточной железной дороги (далее КВЖД), громили профсоюзы, произвели массовые аресты советских граждан работников дороги, чем нарушили Мукденское и Пекинское соглашения о совместном управлении железной дорогой. Белые эмигранты из Республики Россия в г. Харбине начали объединяться в организации и отряды. К советской границе подтягивались китайские войска. Затем последовали провокационные налёты на пограничные заставы. Неоднократные протесты правительства Советского Союза к правительству Китая оставались без ответа. Правительство Китая, подстрекаемое международной реакцией, предало интересы своего народа, чем нанесло тяжёлый удар делу советско-китайской дружбы.,
6 августа была образована Особая Дальневосточная армия (далее ОДВА). Приказом Революционного военного совета СССР от 6 августа 227/41 управления 18-го и 19-го стрелковых корпусов расформировывались, а личный состав выделялся на формирование управления армии.,,
Корпус входил в состав ОДВА с августа 1929 года.
14 октября командующий войсками ОДВА В. К. Блюхер назначил командиром корпуса С. С. Вострецова.,,
- Вострецов, герой Гражданской войны в России 1918—1923 годов. Награждён тремя орденами Красного Знамени. в 1929 году командир 51-й Перекопской стрелковой дивизии в г. Одессе.[2],[3],[6]

Штаб корпуса имел телеграфную связь с Москвой, штабом ОДВА (г. Хабаровск) и штабом Сибирского военного округа (г. Новосибирск). Радиосвязь имелась с Хабаровском, г.Иркутском и г. Читой. Устойчивая телефонная и телеграфная связь была установлена со всеми соединениями и частями корпуса. В это время впервые в ОДВА была создана служба воздушного наблюдения, оповещения и связи (ВНОС).
С. С. Вострецов тщательно изучал обстановку в районе будущих военных действий. На самолёте он вылетал на разведку и сам оценивал группировку сил на сопредельной стороне, позиции белокитайцев в районе г. Маньчжурия и г. Чжалайнор. Было известно, что в г. Маньчжурия были сосредоточены части 15-й китайской пехотной бригады, части кавалерии, два бронепоезда, сапёрные и другие части; в г. Чжалайнор — 17-я китайская пехотная бригада; по линии железной дороги на участке Цаган — г. Хайлар — 3-я китайская кавалерийская и 14-я китайская пехотная бригады; в составе белокитайских войск находились русские белогвардейские отряды. Китайцами вокруг городов были созданы укреплённые районы с широкой сетью окопов и ходов сообщения с укрытиями; на позициях установлены пулемёты, бомбомёты и артиллерийские орудия; впереди окопов были вырыты рвы глубиной 2 — 3 м, прикрываемые установленными на них пулемётами. Китайские войска уже насчитывали до 59 тыс. человек, что по численности превосходило советские войска в 8 раз. Свои захватнические цели не скрывал командующий китайскими войсками в районе г. Маньчжурия, г. Хайлар генерал-лейтенант Лян Чжуцзян, заявив иностранным корреспондентам о планах захватить г. Читу.
Командование корпуса получило директиву Реввоенсовета ОДВА, подписанную 12 ноября 1929 г. (В. К. Блюхером и Н. Е. Доненко). В директиве ставилась задача 18-му ск о нанесении упредительного удара по китайским войскам в районе г. Маньчжурия, г. Чжалайнор для ускоренного разрешения мирным путём затянувшегося конфликта.
В период подготовки к военным операциям на КВЖД в составе ОДВА создана Забайкальская группа войск, в состав которой вошло управление 18-го ск.
Войсками Забайкальской группой войск, оставаясь одновременно командиром 18-го ск, командовал С. С. Вострецов.,,
Изучив директиву РВС армии, командующий войсками Забайкальской группой войск С. С. Вострецов с начальником штаба Г. И. Кассиным и начальником оперативного отдела Я. Я. Вейкиным разработали план операции. 14 ноября план был доведён на совещании командиров соединений и отдельных частей. Разгромить противника предусматривалось двумя последовательными ударами:
а/ изолируя военный гарнизон ж.д. станция Маньчжурия, внезапным наступлением главных сил разбить противника на укреплённом участке «Чжалайнор»;
б/ после выполнения первой задачи наступлением с востока разбить китайские части на укреплённом участке «Маньчжурия».
Этот план также был в деталях обсуждён с прибывшим в Даурию командующим войсками армии В. К. Блюхером и одобрен им.
Командиры и политические работники приступили к подготовке вверенных им соединений и воинских частей. С. С. Вострецов исключительное внимание уделял партийной и массово-политической работе. По его просьбе из армии был прислан специальный вагон-редакция. Политические работники наладили выпуск армейской газеты «Тревога» и корпусной — «Отпор», редактором которой был земляк Вострецова И, А. Искра. Газета приобрела большую популярность среди воинов. В полках, батальонах и ротах с подъёмом проходили партийные собрания и митинги о задачах личного состава в предстоящей операции.
В ноябре 1929 года корпус участвовал в Маньчжуро-Чжалайнорской операции ОДВА (Конфликт на Китайско-Восточной железной дороге). Целью операции был разгром китайской Маньчжуро-чжалайнорской группировки Мукденской армии, обеспечение безопасности советской границы и прав СССР на Китайско-Восточной железной дороге. Командующий войсками ОДВА В. К. Блюхер.
Войсками корпуса руководили командир корпуса С. С. Вострецов, начальник штаба корпуса Г. И. Кассин, помощник командира корпуса по политической части — начальник политического отдела Л. Д. Зайцев, начальник оперативного отдела штаба корпуса Я. Я. Вейкин.
1932 год
По приказу РВС СССР № 005 от 18 февраля 1932 г. управление корпуса было переформировано в управление Забайкальской группы войск ОКДВА.
Дислокация управления корпуса:
- г. Чита (июль 1924).
- г. Иркутск (июль 1924—1929).
- г. Чита (1929 — декабрь 1930).
- г. Иркутск (декабрь 1930 — июль 1931).
- г. Верхнеудинск (июль — сентябрь 1931).
- г. Иркутск (сентябрь 1931 — февраль 1932).
- г. Чита (с февраля 1932).

### Полное название
18-й стрелковый корпус

### Подчинение
- 5-я Краснознамённая армия (1 июля 1924 — …).
- Сибирский военный округ
- Особая Дальневосточная армия (с августа 1929-18.02.1932).

### Командование

#### Командиры
- июнь 1924 — январь 1928: Грязнов, Иван Кенсоринович
- январь 1928 — август 1929: Лапин, Альберт Янович
- на октябрь-ноябрь 1929: Вострецов, Степан Сергеевич
- 1930 (8 месяцев): (ВРИД) Петрушин, Сергей Яковлевич
- 01 января 1931 — 15 марта 1931: Софронов, Георгий Павлович

#### Комиссары, помощники по политической части
- август 1924 — март 1925: Репин, Василий Иванович
- август 1925 — октябрь 1926: Сковородников, Василий Сергеевич
- март 1927 — август 1928: Стельмах, Емельян Васильевич

#### Начальники штаба
- июль — сентябрь 1924: Глаголев, Василий Павлович
- сентябрь 1927 — август 1929: Кассин Григорий Иустинович
- январь 1930 — декабрь 1931: Петрушин, Сергей Яковлевич

#### Прочие
- Начальник политического отдела корпуса Зайцев Лазарь Дмитриевич.
- Начальник оперативного отдела Вейкин Я. Я.

### Состав
На 1929—1932:
- Управление корпуса.
- 35-я стрелковая дивизия.[5]
- 36-я Забайкальская стрелковая дивизия.[5]

## 2-е формирование

### История
В феврале 1934 г. из состава управления 19 стрелкового корпуса ЛВО были выделены кадры для сформирования управления 18 стрелкового корпуса, прибывшие в марте в ОКДВА (приказ войскам ОКДВА от 30 марта 1934 г. № 00102). На основании приказов НКО от 28 июня 1938 г. № 0107 и войскам Дальневосточного фронта от 1 июля 1938 г. № 1 управление 18 ск было преобразовано в управление 2 армии ДВФ.
В связи с реорганизацией войск Дальнего Востока (приказ НКО от 4 сентября 1938 г. № 0040) корпус был восстановлен (приказ войскам 2 ОКА от 7 сентября 1938 г. № 02). В июле 1940 г. на его базе была сформирована 35 армия.

### Подчинение
- ОКДВА (март 1934 — июль 1938)
- Дальневосточный фронт (июль — сент. 1938)
- 2 ОКА (сент. 1938)

### Командование

#### Командиры
- март 1934 — июнь 1937: Пашковский, Константин Казимирович, комдив
- июль — август 1937: Васенцович, Владислав Константинович, комбриг

#### Комиссары, помощники по политической части
- май — июль 1937: Якубовский, Лев Григорьевич

#### Начальники штаба
- март 1934 — сентябрь 1936: Сонин, Константин Алексеевич, комбриг

#### Начальники оперативного отдела
- 07.08.1940 — ?: Баерский, Владимир Гелярович, майор

## 3-е формирование
Период вхождения в состав РККА (Дальневосточный фронт):
- 4 марта  1941 года — 19 июля 1941 года

### Командование

#### Командиры
- 4 марта  1941 года — 19 июля 1941 года: Зайцев, Владимир Александрович, генерал-майор

## 4-е формирование[7]
Периоды вхождения в состав Действующей армии:
- 23 декабря  1942 года — 3 февраля 1943 года

Корпус  участвовал в Острогожско-Россошанской и Воронежско-Касторненской наступательных операциях.

### Командование

#### Командиры
- 26 декабря  1942 года — 15 февраля 1943 года  : Зыков, Пётр Максимович,  генерал-майор

## 5-е формирование[7]
Периоды вхождения в состав Действующей армии:
- 6 февраля 1943 года — 25 апреля 1943 года

25 апреля 1943 года  18-й стрелковый корпус  преобразован в 34-й гвардейский стрелковый корпус.

### Командование

#### Командиры
- 15 февраля  1943 года — 9 марта 1943 года  : Запорожченко, Михаил Иванович,  генерал-майор
- 10 марта 1943 года — 25 апреля 1943 года  : Мухин, Герасим Васильевич,  генерал-майор

## 6-е формирование[7]
Периоды вхождения в состав Действующей армии:
- 11 июня 1943 года — 9 мая 1945 года

На 1 мая 1945 года корпус подчинен 65-й армии 2-го Белорусского фронта.
После войны управление корпуса дислоцировалось в г. Фрейберг (Германия), затем в г. Лодзь (Польша). Входил в состав Северной группы войск. Состав дивизий в корпусе несколько раз менялся. В июле 1952 года корпус был расформирован.
Состав корпуса:
- 37-я гвардейская стрелковая дивизия
- 15-я стрелковая дивизия
- 69-я стрелковая дивизия

Части корпусного подчинения:
- 935-й отдельный ордена Александра Невского[10] батальон связи
- 119-я полевая авторемонтная база
- 3694-я военно-почтовая станция

### Командование

#### Командиры
- 1 июля 1943 года — 25 декабря 1944 года: Иванов, Иван Иванович, генерал-майор, с 13.09.1944 — генерал-лейтенант
- 26 декабря 1944 года — февраль 1946 года: Чуваков, Никита Емельянович, генерал-майор, с 20.04.1945 — генерал-лейтенант

#### Начальники штаба
- 1 июля 1943 года — 5 октября 1943 года: Павлов, Иван Семёнович, полковник

### Награды корпуса
- 19.02.1945 —  Орден Красного Знамени - награждён указом Президиума Верховного Совета СССР за образцовое выполнение боевых заданий командования в боях с немецкими захватчиками при прорыве обороны немцев севернее Варшавы и проявленные при этом доблесть и мужество[11].

## 18 стрелковый корпус Приволжского военного округа
Корпус был сформирован на основании приказа войскам ПриВО N 867/111 от 29 октября 1923 г. 
Расформирован приказом войскам округа N 1008/136 от 30 декабря 1923 г., личный состав направлен на пополнение 1 Казанской сд.
Дислокация управления-г. Казань.

### Командование

#### Командиры
- 02.1923 — 04.1923  : Калинин, Степан Андрианович